# Тімішоара (аеропорт)
Міжнародний аеропорт імені Траяна Вуя (рум. Traian Vuia Aeroportul Internaţional Timişoara (IATA: TSR, ICAO: LRTR)) — третій за пасажирообігом аеропорт Румунії, що розташований за 10 км на північний схід від центру міста Тімішоара.
Аеропорт є хабом для:
- TAROM
- Wizz Air

## Історія
Аеропорт заснований 17 липня 1935 року, коли в небо піднявся перший пасажирський літак.
Під час Другої світової війни використовувався авіацією Румунії і Люфтваффе. Після війни був зайнятий радянськими військами. Мав назву аеродром Тімішоара. На аеродромі базувалися:
- штаб і управління 295-ї винищувальної авіаційної дивізії — з липня 1945 року по грудень 1945 роки;
- 116-й винищувальний авіаційний Ізмаїльський орденів Суворова і Кутузова полк 295-ї винищувальної авіаційної дивізії в період з 9 травня 1945 року по 1 лютого 1946 року на літаках Ла-7 ;
- 164-й винищувальний авіаційний Галацький Червонопрапорний ордена Суворова III ступеня полк 295-ї винищувальної авіаційної дивізії в період з липня 1945 по 15 листопада 1945 року на літаках Ла-7 .
- 866-й винищувальний авіаційний Ізмаїльський ордена Суворова полк в період з листопада 1952 року по червень 1958 року з літаками МіГ-15 та МіГ-17.

Свій сучасний вигляд аеропорт отримав після реконструкції у 1960 році. Термінал внутрішніх рейсів в аеропорту був відкритий у 1964 році. У 2003 році аеропорт перейменований на честь румунського авіаконструктора Траяна Вуї, а у 2008 році — отримав міжнародний статус.
У 2011 році аеропорт обслужив понад 1,2 млн пасажирів.

## Авіалінії та напрямки, лютий 2023
| Авіакомпанія | Пункт призначення |
| ------------ | --- |
| Air Connect  | Констанца (з 22 червня 2023) |
| Animawings   | Сезонний чартер: Анталія, Енфіда, Хургада |
| Eurowings    | Сезонний: Штутгарт (з 27 березня 2023) |
| HiSky        | Бухарест |
| Lufthansa    | Франкфурт, Мюнхен |
| Ryanair      | Мілан-Бергамо (закінчується 25 березня 2023) |
| TAROM        | Бухарест Сезонний чартер: Анталія, Хургада, Скіатос |
| Wizz Air     | Барселона, Барі, Париж-Бове, Мілан-Бергамо, Болонья, Брюссель-Шарлеруа, Дортмунд, Франкфурт-Хан, Карлсруе/Баден-Баден, Лондон–Лутон, Мадрид, Меммінген, Рим-Ф'юмічіно, Тревізо, Валенсія Сезонний: Санторіні |

## Статистика
Див. джерело запитів Вікіданих та джерела.